# José Vergara Gimeno
José Vergara Gimeno (Valencia, 2 de junio de 1726-Valencia, 9 de marzo de 1799), fue el pintor valenciano más destacado de la segunda mitad del siglo XVIII. Con una ingente obra pictórica, tanto al fresco como sobre caballete, evolucionó del tardobarroco al Neoclasicismo. Es el fundador de la Real Academia de Bellas Artes de San Carlos en 1768. 
Pese a su gran popularidad en tierras valencianas, ya que su prolífica obra está presente en una buena parte de su geografía, determinada crítica artística lo ha minusvalorado injustamente atendiendo a prejuicios meramente subjetivos que se extienden también a una buena parte de la pintura valenciana del setecientos. Afortunadamente, los estudios recientes de Miguel Ángel Catalá Gorgues y muy especialmente de David Gimilio Sanz, que le dedicó una espléndida exposición monográfica en el Museo de Bellas Artes de Valencia en 2005, han iniciado la recuperación de este pintor de fuerte personalidad, sin duda alguna el máximo exponente de la sensibilidad academicista en la Valencia de la Ilustración.

## Formación artística
El pintor José Vergara inició su formación artística bajo la tutela de su padre, el escultor y arquitecto Francisco Vergara, primero copiando la Cartilla de Principios de José de Ribera, y más tarde en la academia de dibujo del pintor Evaristo Muñoz, continuadora a su vez de la de Juan Conchillos, escuela aquella en la que, conforme a una disciplina innovadora, los alumnos se adiestraban en el dibujo del natural a la vista de copiar modelos masculinos o estatuas. Al decir de Orellana era tal su conocimiento, talento y facilidad, que a los 7 años de edad dibujaba ya figuras copiadas del natural en la citada academia, y a los 13 años pintó “al fresco una alegoría que avia en un relox a la esquina de una casa, en la calle de San Vizente frente de San Gregorio”. Esta obra debió tener cierta resonancia, pues, a continuación, según el citado manuscrito, se le encargaron dos medallones con pasajes relativos a escenas de la vida de Santa Catalina mártir, situados a ambos lados del retablo mayor de la iglesia parroquial de Santa Catalina, así como la bóvedilla de la parte inferior del órgano de ese mismo templo. Unos años después, en torno a 1744, cuando tenía 18 o 19 años, pinta las pechinas de la colegiata de Játiva representando las cuatro Heroínas Bíblicas, obra desaparecida al desplomarse la cúpula en 1866 y por la que recibió 200 libras.

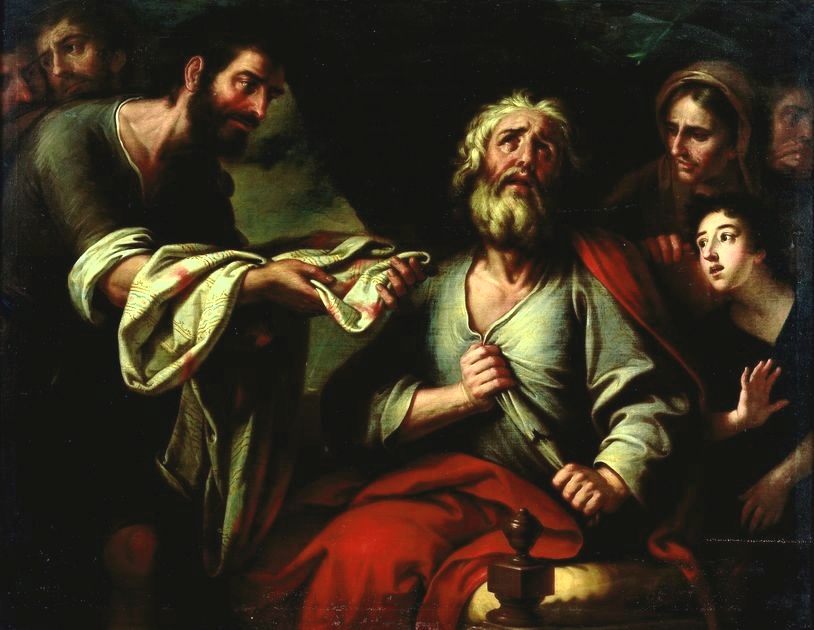
"La túnica de José" por José Vergara Gimeno (1790)

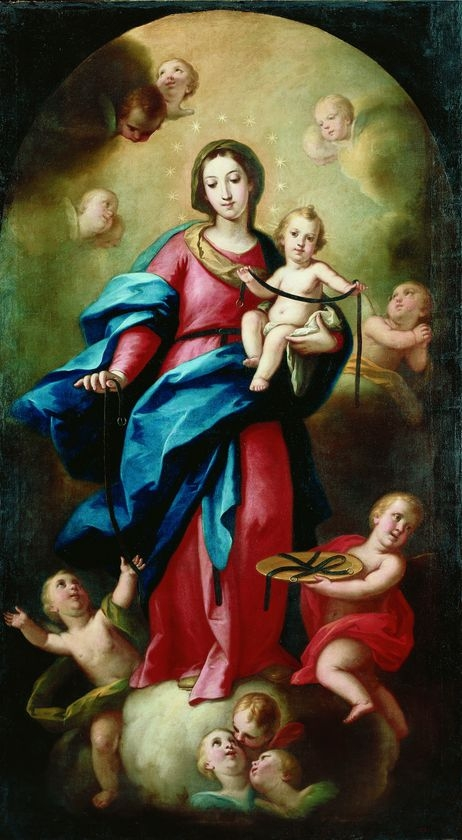
"Nuestra Señora de la Consolación y Correa" por José Vergara Gimeno (ca.1760)

Estos fueron los cimientos y las primeras obras sobre las que se fundaron los progresos que hizo después en su profesión, debidos más bien a su genio y estudio que a las enseñanzas recibidas. Según la historiografía clásica, José Vergara no perdió ocasión alguna de que pudiese sacar partido para sus adelantos, parafraseando a Ceán, siempre estuvo pintando, dibujando y experimentando en las diferentes técnicas con la finalidad de dominarlas, lo cual nos habla de un artista inquieto e interesado en el aprendizaje. El peso de la tradición pictórica valenciana le hizo copiar determinadas obras de Juan de Juanes, Francisco Ribalta y José de Ribera de enorme significación iconográfica y artística en Valencia, reproducciones éstas, realizadas ya por admiración personal del propio Vergara, ya por deseo expreso del comitente, como es el caso de las variaciones juanescas del Ecce Homo y del Salvador Eucarístico.
El hecho de que José Vergara no saliera nunca de su entorno más cercano (constatado en la biografía manuscrita), nos obliga a concretar un tipo de aprendizaje in situ basado en la tradición pictórica valenciana; en las estampas y grabados que sin duda utilizó en sus composiciones; en los tratados de arte que consultó y en los ejemplos de los grandes artistas foráneos que existían en tierras valencianas. Todo esto desembocó en una nueva manera de concebir la pintura desde un sentido clasicista que será la base del academicismo valenciano.
Un caso significativo es el estudio de unas pinturas originales del pintor napolitano Paolo de Matteis, sobre todo, los seis lienzos de la capilla del Milagro sobre diversas escenas de la vida de San Francisco y Santa Clara, en el convento de Clarisas de Cocentaina, realizados entre 1690 y 1691 por encargo del conde Francisco de Benavides y Corella, virrey de Nápoles, un conjunto sin parangón en tierras valencianas. La asimilación de las pinturas de Cocentaina por Vergara se produce en una etapa avanzada, no tanto de formación, y que se observa en la forma de componer (las figuras que ayudan a cerrar la composición, la introducción de la arquitectura para delimitar la composición, la creación de grupos de personas para crear profundidad). Estas normas son instrucciones teóricas que Vergara, sin duda, leyó en los tratados y vio en las estampas para visualizarlo posteriormente a las pinturas de un maestro, con el fin de captar el clasicismo seiscentista que es la base del clasicismo academicista de la pintura valenciana del siglo XVIII.

## La fundación de la Academias de Santa Bárbara y San Carlos

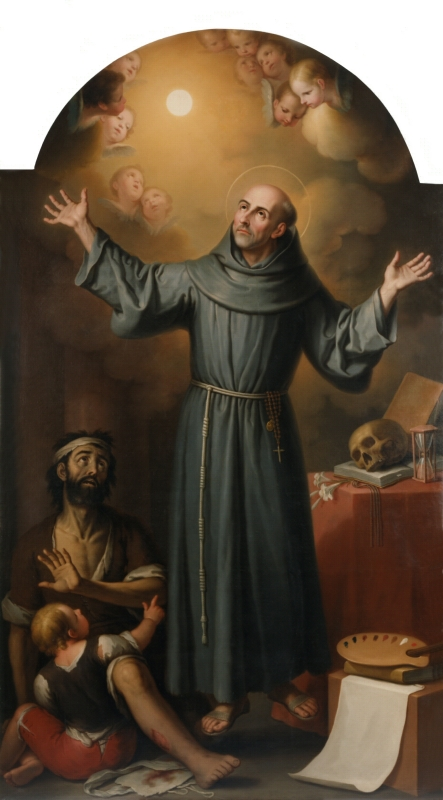
Retrato del beato Nicolás Factor (1788)

En 1752 José Vergara inicia la gran aventura que jalonará el resto de su vida, el intento de fundar una academia pública de dibujo en Valencia, heredera de la de Evaristo Muñoz y de las escuelas seiscentistas valencianas donde artistas y nobles se formaban en el difícil arte del dibujo y de la pintura. Este suceso decisivo y por el que se le conoce a Vergara en los libros especializados en Arte, tiene una vertiente de promoción personal que refuerza nuestra concepción de un artista moderno, tanto en cuanto, preocupado de que exista una correlación entre su profesión y su posición cultural y social. José Vergara y su hermano Ignacio Vergara, junto a otros artistas y nobles valencianos fundaron la Academia de Santa Bárbara el 7 de enero de 1753 en las salas de la Universidad concedidas a tal efecto, lo que supone la primera incidencia del academicismo novator y reformista. A pesar de ser vista al inicio como una academia de corte barroco al estilo de las de Sevilla y Zaragoza con mezcla de tradiciones gremiales (asistencia al viático y sanitaria), se propugnó, sin embargo, por la autonomía de cada arte mayor. Años después, fallecida la reina Bárbara de Braganza se disolvió aquella academia por falta de apoyos oficiales, pero durante cerca de tres años José Vergara fue un docente con título de académico e incluso fue nombrado primer director de pintura. 
Tras unos años baldíos, consigue nuevamente con el apoyo del ayuntamiento y el arzobispo Mayoral (curiosamente los dos grandes mecenas de José Vergara) una nueva Resolución Real y así, el 2 de septiembre de 1766 se aprobaron los estatutos de la Academia, intitulada ya oficialmente de San Carlos en homenaje a Carlos III. La definitiva aprobación llegó el 14 de febrero de 1768 al ser sancionada por el rey y con promesa de una dotación económica anual. Para su funcionamiento inmediato se pusieron en marcha las aulas de gramática y retórica de la Universidad vacantes tras la expulsión de los jesuitas, permaneciendo allí hasta 1848 cuando, tras la Desamortización, pasaron a ocupar las dependencias del Convento del Carmen. En 1789 será nombrado director general de esta academia.

## Personalidad artística y evolución de su estilo
La formación de Vergara se produce desde la asimilación de las formas y composiciones más cercanas a él, con un marcado sentido autodidacta que será constante en su carrera artística, tal y como deja patente el comentario de Ceán “No perdía ocasión alguna de que pudiese sacar partido para sus adelantamientos”. Estableciendo un repaso a las diferentes influencias artísticas mencionadas por sus biógrafos, y aquellas localizadas en este estudio se puede constatar el carácter auto formativo. Dentro del naturalismo valenciano del siglo XVII se pueden apreciar las referencias a la cartilla de Ribera se evidencian en la obra del San Jerónimo en el desierto. Las innumerables copias de las piezas de Joan de Joanes como el Salvador Eucarístico y el Ecce Homo. De los Ribalta copió igualmente, ya sea de forma directa como en el caso de La Virgen, el Niño con ángeles músicos, o con la reinterpretación de modelos ribaltescos como en el Sueño de San Martín.
Los biógrafos de Vergara hacen especial hincapié en la decisiva influencia de las pinturas de Noél Nicolás Coypel en las carrozas del marqués de la Mina, y de Paolo de Matteis. Del primero, podemos intuir que tal influencia se pudo centrar en las pinturas de cabezas de ángeles de corte afrancesado, totalmente innovador en esta zona, que produjo en Vergara una evidente excitación y desasosiego, y que se puede relacionar con las cabezas serafines de la cúpula de la capilla de San Vicente Ferrer. Sabemos, por Arques Jover, que los hermanos Vergara vieron las pinturas de Matteis en Cocentaina, y que, además, estas pinturas le influyeron en la composición de algunas de sus pinturas como es el caso de la "Fundación de la Orden de la Merced por el rey Jaime I" o el de "San Remigio bautizando a Clodoveo rey de los Francos". Ninguno de sus biógrafos históricos menciona la influencia de Palomino, pero sin embargo, se ha de señalar que las obras del cordobés serán decisivas en la configuración de la estética vergariana. Una influencia, no sólo práctica, sino teórica, puesto que el tratado El Museo pictórico y escala óptica será básica en su obra. Junto a estos referentes se añade la búsqueda de una estética nueva, sustituta del naturalismo precedente y vinculado con el tardobarroco de la primera generación de pintores valencianos del siglo XVIII, de corte clasicista que se conectará con el mundo de las incipientes academias. El mundo de las estampas que tantas ocasiones ha explicado la formación y evolución de un artista, nos ha ofrecido un vínculo con el clasicismo seiscentista italiano de donde Vergara extraerá su clasicismo academicista que definirá su personalidad pictórica, y que será su gran aportación a la Historia del Arte valenciano.
El estilo en la pintura de Vergara se ha definido como la búsqueda de un clasicismo seiscentista de origen italiano preferentemente, como base al academicismo incipiente que se respiraba en la Valencia del siglo XVIII. Una vez conseguido, Vergara profundizará en el estudio de estas formas (dibujos de posturas de manos, de pies, de rostros, de plegados), de determinadas composiciones (Sagradas Familias, martirios y figuras de santos) con el ánimo de configurar unas reglas y unas normas concretas y sólidas que definan la nueva forma de hacer Arte, con un claro sentido pedagógico orientado hacia la Academia.

## Pintura de caballete más significativas

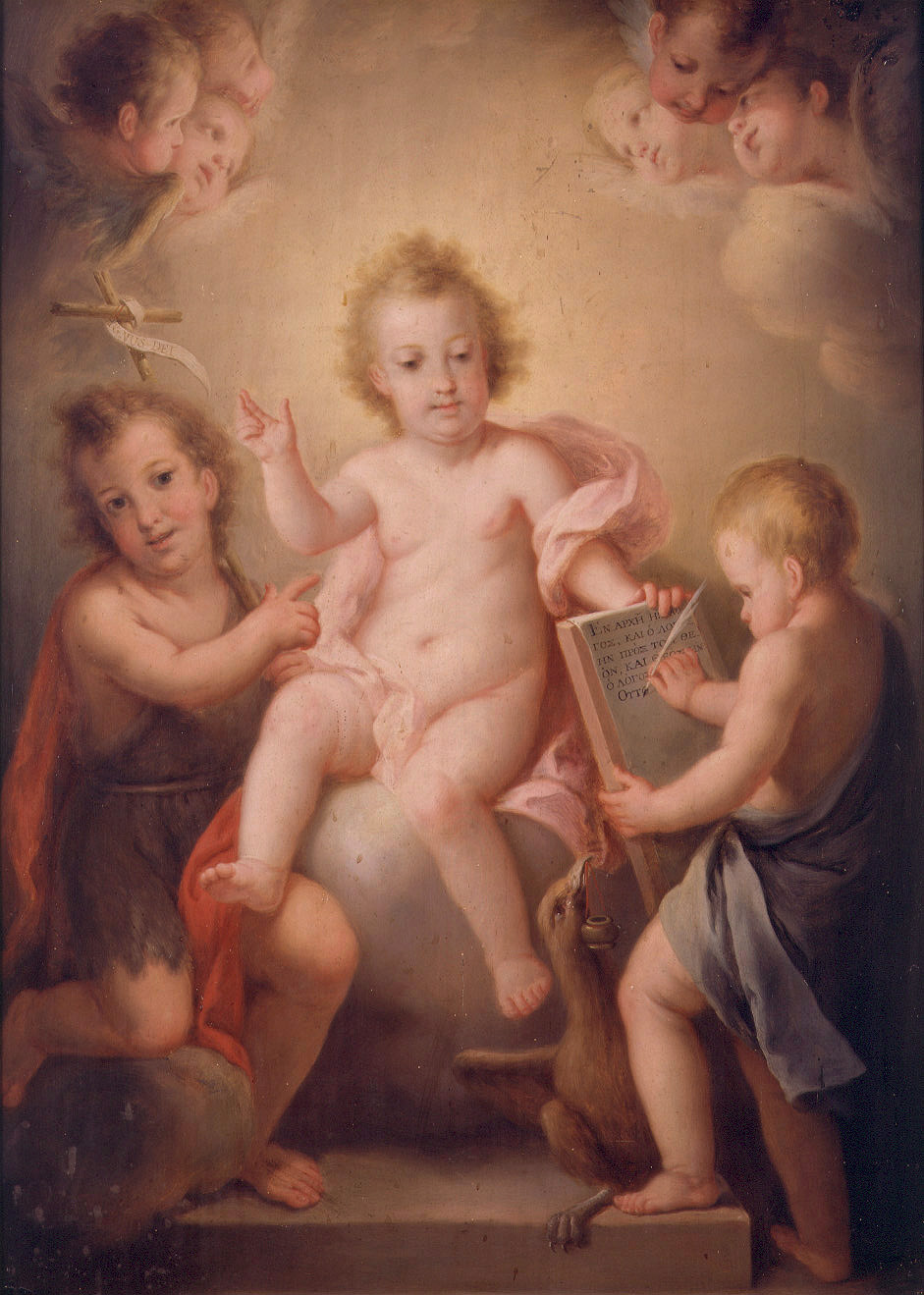
El Niño Jesús entre los Santos Juanes niños (c.1785)

- Heroínas Bíblicas (1744). Colección Bancaixa. Depositadas en el Museu de l’Almodí. Xàtiva
- Mentor avisando a Telémaco en los peligros de la isla de Calipso (1754). Colección de la Real Academia de BB.AA. de San Fernando. Madrid. Óleo sobre lienzo, 91 x 135 cm.
- Nuestra Señora de la Consolación y Correa (c.1760). Colección Joan J. Gavara. Valencia. Óleo sobre lienzo, 211 x 118 cm.
- Ecce Homo (1762). Colección Fundació Caixa Castelló. Castelló. Óleo sobre tabla, 48 x 38 cm.
- Desposorios místicos de Santa Catalina de Sena (c.1765). Museo de la Ciudad de Valencia. Óleo sobre lienzo, 330 x 192 cm.
- Martirio de Santa Lucía (c.1765). Museo de la Ciudad de Valencia. Óleo sobre lienzo, 330 x 192 cm.
- Retrato de José Climent (1770). Paraninfo de la Universitat de València. Óleo sobre lienzo, 197 x 95 cm. N.º inv. UV0085
- Virgen de la Anunciación (1776). Real Academia de San Jordi. Barcelona. Óleo sobre tabla, 117 x 87 cm. N.º inv. 155
- Inmaculada Concepción. Museo de Bellas Artes de Valencia. Óleo sobre lienzo, 207 x 149 cm. N.º inv. 4267
- La imposición del hábito a San Vicente Ferrer (1781). Capilla de San Vicente Ferrer. Antiguo convento de Santo Domingo. Óleo sobre lienzo, 390 x 183 cm.
- Beato Nicolás Factor (1788). Capilla de la Sapiencia. Universitat de València. Óleo sobre lienzo, 257 x 146 cm. N.º inv. UV0006
- Ecce Homo (1788). Real Academia de San Jordi. Barcelona. Óleo sobre tabla, 81 x 60 cm. N.º inv. 151
- Jacob llorando la muerte de José (1790). Colección Joan J. Gavara. Valencia. Óleo sobre lienzo, 124 x 160 cm.
- Martirio de San Erasmo (1790). Catedral Metropolitana de Valencia. Óleo sobre lienzo, 391 x 213 cm.
- San Remigio bautizando a Clodoveo (1792). Capilla Bautismal de la Catedral de Palma de Mallorca. Óleo sobre lienzo, 296 x 149 cm.
- Lamentación ante Cristo muerto (1796). Catedral Metropolitana de Valencia. Museo. Óleo sobre lienzo, 73 x 43 cm.
- Sagrada Familia. Museo de Bellas Artes de Valencia. Colección de la Real Academia de Bellas Artes de San Carlos. Óleo sobre tabla, 64 x 79 cm. N.º inv. 1082
- Sagrada familia con San Juan Bautista niño. Real y Excelentísima Sociedad Económica Aragonesa de Amigos del País de Zaragoza. Óleo sobre lienzo, 137,5 x 87,5 cm.
- Tobías y el Arcángel San Rafael. Parroquia de San Juan Bautista de Chiva. Óleo sobre lienzo, 265 x 162 cm.
- Autorretrato. Museo de Bellas Artes de Valencia. Colección de la Real Academia de Bellas Artes de San Carlos. Óleo sobre lienzo, 93 x 71,8 cm. N.º inv. 1009

## Pintura al fresco más significativas

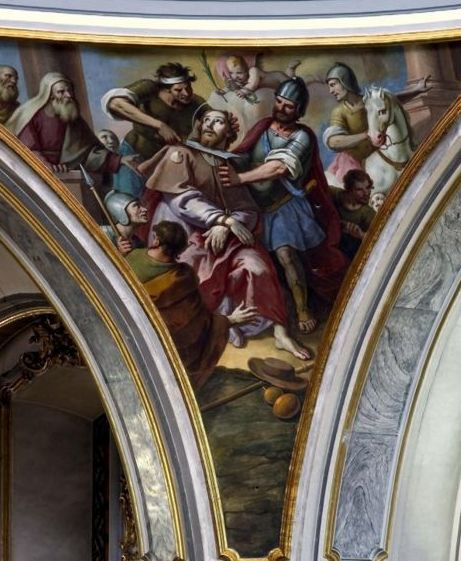
Pechina en la Iglesia de San Jaime de Villarreal (1777)

- Pinturas de la capilla de la Comunión de Onda (1753)
- Pinturas de la iglesia parroquial de San Andrés de L’Alcúdia (1762-1764)
- Pinturas de la capilla de Santa Rosa de Lima en Valencia (1765-1770)
- Pinturas de la capilla de la Comunión de Burriana (c.1767)
- Pinturas de las pechinas de la iglesia Arciprestal de San Juan Bautista de Chiva (1769)
- Pinturas de la iglesia parroquial del Santo Ángel Custodio de La Vall d’Uixó (c.1769)
- Pinturas de la iglesia del Temple de Valencia (1770)
- Pinturas de la iglesia parroquial de San Miguel Arcángel de Burjassot (1775-1780)
- Pinturas de las pechinas de la iglesia arciprestal de San Jaime de Villarreal (1777)
- Pinturas de la capilla de San Vicente Ferrer en el convento de Santo Domingo de Valencia (1780-1781)
- Pinturas del camarín del monasterio de Santa María del Puig (1780)
- Pinturas del camarín del Santo Cristo de la iglesia de Santa María del Mar del Grao de Valencia (c.1780)
- Pinturas de la iglesia Arciprestal de San Juan Bautista de Chiva (1781-1790)
- Pinturas de la capilla de la Comunión de los Santos Juanes de Valencia (1782-1785)
- Pinturas de los medallones de la catedral de la Asunción de Segorbe (1793-1795)
- Pinturas de las pechinas de la capilla de la Comunión de Villarreal (1796-1798)